# Campeonato de Fútbol Femenino de Primera División A 2022 (Argentina)
El Campeonato de Fútbol Femenino de Primera División A 2022, oficialmente Campeonato Femenino «YPF» 2022, fue el quinto torneo y la cuarta temporada profesional de la Primera División A de Argentina. Fue organizado por la Asociación del Fútbol Argentino. Comenzó el 25 de febrero y finalizó el 2 de octubre.  
Los nuevos participantes fueron los dos ascendidos de la Primera División B 2021: Estudiantes, la que debutó en primera, y Ferro Carril Oeste, que regresó a la categoría después de siete años tras su participación en el campeonato 2015.

## Ascensos y descensos
| Pos.       | Equipos ascendidos de la Primera División B 2021 |
| ---------- | ------------------------------------------------ |
| Campeón    | Estudiantes                                      |
| Subcampeón | Ferro Carril Oeste                               |

| Equipos descendidos en la temporada 2021 |
| ---------------------------------------- |
| No hubo                                  |

De esta manera, el número de participantes aumentó a 21.

## Sistema de disputa
Los 21 equipos jugaron bajo el sistema de todos contra todos en una sola rueda de 20 partidos, de acuerdo con el programa aprobado por la Asociación del Fútbol Argentino. El campeón clasificó a la Copa Libertadores 2023. Los 3 últimos de la tabla descendieron a la Primera División B.

## Equipos participantes
| Equipo                  | Ciudad        | Estadio                                                                   |
| ----------------------- | ------------- | ------------------------------------------------------------------------- |
| Boca Juniors            | Buenos Aires  | Alberto J. Armando Complejo Pedro Pompilio Predio de Ezeiza               |
| Comunicaciones          | Buenos Aires  | Alfredo Ramos Auxiliar del Alfredo Ramos                                  |
| Defensores de Belgrano  | Buenos Aires  | Juan Pasquale                                                             |
| Deportivo Español       | Buenos Aires  | Nueva España                                                              |
| El Porvenir             | Gerli         | Gildo Ghersinich                                                          |
| Estudiantes             | Caseros       | Ciudad de Caseros                                                         |
| Estudiantes de La Plata | La Plata      | Jorge Luis Hirschi Country Club                                           |
| Excursionistas          | Buenos Aires  | Excursionistas                                                            |
| Ferro Carril Oeste      | Buenos Aires  | Arquitecto Ricardo Etcheverri Predio de Pontevedra                        |
| Gimnasia y Esgrima      | La Plata      | Juan Carmelo Zerillo Estancia Chica                                       |
| Huracán                 | Buenos Aires  | Roberto Larrosa Predio La Quemita                                         |
| Independiente           | Avellaneda    | Libertadores de América Predio de Villa Domínico                          |
| Lanús                   | Lanús Este    | Ciudad de Lanús Auxiliar del Ciudad de Lanús Predio de Valentín Alsina    |
| Platense                | Vicente López | Ciudad de Vicente López Predio Alejandro Mariani Dolán                    |
| Racing Club             | Avellaneda    | Presidente Perón Predio Tita Mattiussi                                    |
| River Plate             | Buenos Aires  | Antonio Vespucio Liberti Auxiliar del Antonio Vespucio Liberti River Camp |
| Rosario Central         | Rosario       | Gigante de Arroyito Ciudad Deportiva Adolfo Pablo Boerio                  |
| San Lorenzo             | Buenos Aires  | Pedro Bidegain Ciudad Deportiva                                           |
| S.A.T.                  | Moreno        | 12 de agosto                                                              |
| UAI Urquiza             | Villa Lynch   | Monumental de Villa Lynch Rancho Taxco                                    |
| Villa San Carlos        | Berisso       | Genacio Sálice                                                            |

### Distribución geográfica de los equipos
| Región                 | Cant. | Equipos |
| ---------------------- | ----- | --- |
| Ciudad de Buenos Aires | 9     | Boca Juniors, Comunicaciones, Defensores de Belgrano, Deportivo Español, Excursionistas, Ferro Carril Oeste, Huracán, River Plate y San Lorenzo |
| Conurbano bonaerense   | 8     | El Porvenir, Estudiantes, Independiente, Lanús, Platense, Racing Club, S.A.T. y UAI Urquiza                                                     |
| Gran La Plata          | 3     | Estudiantes (LP), Gimnasia y Esgrima y Villa San Carlos                                                                                         |
| Ciudad de Rosario      | 1     | Rosario Central |

## Tabla de posiciones
| Pos. | Equipo                  | Pts. | PJ | PG | PE | PP | GF | GC | Dif. |
| ---- | ----------------------- | ---- | -- | -- | -- | -- | -- | -- | ---- |
| 1.º  | Boca Juniors            | 56   | 20 | 18 | 2  | 0  | 71 | 6  | 65   |
| 2.º  | UAI Urquiza             | 55   | 20 | 18 | 1  | 1  | 69 | 10 | 59   |
| 3.º  | Racing Club             | 47   | 20 | 15 | 2  | 3  | 48 | 16 | 32   |
| 4.º  | River Plate             | 45   | 20 | 14 | 3  | 3  | 56 | 11 | 45   |
| 5.º  | San Lorenzo             | 42   | 20 | 13 | 3  | 4  | 50 | 18 | 32   |
| 6.º  | Estudiantes (BA)        | 34   | 20 | 10 | 4  | 6  | 36 | 32 | 4    |
| 7.º  | Huracán                 | 34   | 20 | 10 | 4  | 6  | 23 | 25 | −2   |
| 8.º  | Lanús                   | 33   | 20 | 10 | 3  | 7  | 31 | 35 | −4   |
| 9.º  | Gimnasia y Esgrima (LP) | 32   | 20 | 10 | 2  | 8  | 33 | 21 | 12   |
| 10.º | Estudiantes (LP)        | 29   | 20 | 8  | 5  | 7  | 27 | 24 | 3    |
| 11.º | Ferro Carril Oeste      | 29   | 20 | 9  | 2  | 9  | 24 | 36 | −12  |
| 12.º | Independiente           | 28   | 20 | 9  | 1  | 10 | 43 | 25 | 18   |
| 13.º | Rosario Central         | 26   | 20 | 7  | 5  | 8  | 32 | 27 | 5    |
| 14.º | Platense                | 23   | 20 | 7  | 2  | 11 | 21 | 30 | −9   |
| 15.º | S.A.T.                  | 22   | 20 | 6  | 4  | 10 | 30 | 34 | −4   |
| 16.º | Defensores de Belgrano  | 20   | 20 | 5  | 5  | 10 | 23 | 38 | −15  |
| 17.º | El Porvenir             | 15   | 20 | 4  | 3  | 13 | 18 | 33 | −15  |
| 18.º | Excursionistas          | 14   | 20 | 4  | 2  | 14 | 20 | 58 | −38  |
| 19.º | Comunicaciones          | 11   | 20 | 3  | 2  | 15 | 17 | 54 | −37  |
| 20.º | Villa San Carlos        | 4    | 20 | 1  | 1  | 18 | 19 | 74 | −55  |
| 21.º | Deportivo Español       | 3    | 20 | 1  | 0  | 19 | 9  | 93 | −84  |

|  | Campeón. Clasificó a la Copa Libertadores Femenina 2023. |
|  | Descendieron a la Primera División B.                    |

### Evolución de las posiciones
| Equipo / Fecha          | 1    | 2    | 3    | 4    | 5    | 6    | 7    | 8    | 9    | 10   | 11   | 12   | 13   | 14   | 15   | 16   | 17   | 18   | 19   | 20   | 21   |
| ----------------------- | ---- | ---- | ---- | ---- | ---- | ---- | ---- | ---- | ---- | ---- | ---- | ---- | ---- | ---- | ---- | ---- | ---- | ---- | ---- | ---- | ---- |
| Boca Juniors            | 08.º | 03.º | 03.º | 03.º | 03.º | 04.º | 02.º | 02.º | 02.º | 02.º | 02.º | 02.º | 02.º | 02.º | 02.º | 02.º | 02.º | 02.º | 02.º | 02.º | 01.º |
| Comunicaciones          | 11.º | 19.º | 19.º | 19.º | 19.º | 19.º | 19.º | 19.º | 19.º | 19.º | 19.º | 18.º | 18.º | 19.º | 17.º | 19.º | 19.º | 18.º | 19.º | 19.º | 19.º |
| Defensores de Belgrano  | 09.º | 16.º | 09.º | 10.º | 15.º | 12.º | 14.º | 13.º | 13.º | 13.º | 14.º | 14.º | 14.º | 14.º | 14.º | 15.º | 16.º | 16.º | 14.º | 15.º | 16.º |
| Deportivo Español       | 11.º | 18.º | 21.º | 21.º | 21.º | 21.º | 20.º | 21.º | 21.º | 21.º | 21.º | 21.º | 21.º | 21.º | 21.º | 21.º | 21.º | 21.º | 21.º | 21.º | 21.º |
| El Porvenir             | 14.º | 07.º | 13.º | 15.º | 12.º | 14.º | 16.º | 16.º | 16.º | 16.º | 16.º | 16.º | 16.º | 16.º | 16.º | 18.º | 17.º | 17.º | 18.º | 17.º | 17.º |
| Estudiantes (BA)        | 17.º | 04.º | 07.º | 06.º | 08.º | 10.º | 08.º | 08.º | 10.º | 12.º | 12.º | 12.º | 10.º | 07.º | 06.º | 08.º | 08.º | 08.º | 08.º | 06.º | 09.º |
| Estudiantes (LP)        | 19.º | 21.º | 18.º | 18.º | 14.º | 16.º | 12.º | 11.º | 09.º | 08.º | 08.º | 10.º | 12.º | 13.º | 13.º | 13.º | 14.º | 14.º | 13.º | 14.º | 10.º |
| Excursionistas          | 19.º | 14.º | 17.º | 17.º | 18.º | 18.º | 18.º | 18.º | 18.º | 18.º | 18.º | 19.º | 19.º | 18.º | 19.º | 17.º | 18.º | 19.º | 17.º | 18.º | 18.º |
| Ferro Carril Oeste      | 16.º | 10.º | 05.º | 09.º | 09.º | 07.º | 07.º | 06.º | 05.º | 05.º | 07.º | 07.º | 07.º | 09.º | 11.º | 11.º | 12.º | 11.º | 12.º | 12.º | 11.º |
| Gimnasia y Esgrima (LP) | 04.º | 06.º | 04.º | 04.º | 07.º | 08.º | 10.º | 12.º | 12.º | 11.º | 11.º | 11.º | 09.º | 11.º | 09.º | 07.º | 10.º | 09.º | 09.º | 09.º | 08.º |
| Huracán                 | 08.º | 12.º | 13.º | 13.º | 11.º | 09.º | 11.º | 08.º | 11.º | 09.º | 06.º | 09.º | 11.º | 10.º | 10.º | 10.º | 07.º | 07.º | 06.º | 07.º | 06.º |
| Independiente           | 02.º | 05.º | 12.º | 11.º | 10.º | 13.º | 13.º | 15.º | 15.º | 15.º | 13.º | 13.º | 13.º | 12.º | 12.º | 12.º | 11.º | 12.º | 11.º | 11.º | 12.º |
| Lanús                   | 21.º | 15.º | 08.º | 07.º | 04.º | 03.º | 06.º | 07.º | 07.º | 06.º | 09.º | 08.º | 08.º | 08.º | 08.º | 06.º | 06.º | 06.º | 07.º | 08.º | 07.º |
| Platense                | 17.º | 12.º | 15.º | 15.º | 17.º | 15.º | 15.º | 14.º | 14.º | 14.º | 15.º | 15.º | 15.º | 15.º | 15.º | 14.º | 13.º | 13.º | 15.º | 16.º | 15.º |
| Racing Club             | 09.º | 17.º | 10.º | 08.º | 06.º | 05.º | 04.º | 04.º | 04.º | 03.º | 03.º | 03.º | 03.º | 03.º | 03.º | 03.º | 03.º | 03.º | 04.º | 04.º | 03.º |
| River Plate             | 01.º | 01.º | 01.º | 02.º | 02.º | 01.º | 03.º | 03.º | 03.º | 04.º | 04.º | 04.º | 04.º | 04.º | 04.º | 04.º | 04.º | 04.º | 03.º | 03.º | 04.º |
| Rosario Central         | 11.º | 07.º | 06.º | 05.º | 05.º | 06.º | 05.º | 05.º | 06.º | 07.º | 05.º | 05.º | 05.º | 06.º | 07.º | 09.º | 09.º | 10.º | 10.º | 10.º | 13.º |
| San Lorenzo             | 06.º | 10.º | 10.º | 12.º | 13.º | 11.º | 09.º | 10.º | 08.º | 10.º | 10.º | 06.º | 06.º | 05.º | 05.º | 05.º | 05.º | 05.º | 05.º | 05.º | 05.º |
| S.A.T.                  | 04.º | 07.º | 15.º | 14.º | 16.º | 17.º | 17.º | 17.º | 17.º | 17.º | 17.º | 17.º | 17.º | 17.º | 18.º | 16.º | 15.º | 15.º | 16.º | 13.º | 14.º |
| UAI Urquiza             | 02.º | 02.º | 02.º | 01.º | 01.º | 02.º | 01.º | 01.º | 01.º | 01.º | 01.º | 01.º | 01.º | 01.º | 01.º | 01.º | 01.º | 01.º | 01.º | 01.º | 02.º |
| Villa San Carlos        | 14.º | 20.º | 20.º | 20.º | 20.º | 20.º | 21.º | 20.º | 20.º | 20.º | 20.º | 20.º | 20.º | 20.º | 20.º | 20.º | 20.º | 20.º | 20.º | 20.º | 20.º |

## Resultados
| Fecha 1                 | Fecha 1   | Fecha 1            | Fecha 1                    | Fecha 1       | Fecha 1 |
| Local                   | Resultado | Visitante          | Estadio                    | Fecha         | Hora    |
| ----------------------- | --------- | ------------------ | -------------------------- | ------------- | ------- |
| El Porvenir             | 0 - 1     | Boca Juniors       | Gildo Francisco Ghersinich | 25 de febrero | 17:00   |
| River Plate             | 8 - 0     | Lanús              | River Camp                 | 26 de febrero | 9:00    |
| Defensores de Belgrano  | 1 - 1     | Racing Club        | Juan Pasquale              | 26 de febrero | 17:00   |
| Deportivo Español       | 0 - 1     | Rosario Central    | Nueva España               | 27 de febrero | 17:00   |
| San Lorenzo             | 3 - 1     | Ferro Carril Oeste | Ciudad Deportiva           | 28 de febrero | 9:00    |
| Gimnasia y Esgrima (LP) | 4 - 1     | Estudiantes (BA)   | Estancia Chica             | 28 de febrero | 17:00   |
| S.A.T.                  | 3 - 0     | Platense           | Camping 12 de Agosto       | 28 de febrero | 17:00   |
| UAI Urquiza             | 5 - 0     | Estudiantes (LP)   | Monumental de Villa Lynch  | 1 de marzo    | 9:00    |
| Villa San Carlos        | 1 - 2     | Huracán            | Genacio Sálice             | 1 de marzo    | 17:00   |
| Independiente           | 5 - 0     | Excursionistas     | Libertadores de América    | 2 de marzo    | 17:00   |
| Libre: Comunicaciones   |           |                    |                            |               |         |

| Fecha 2                  | Fecha 2   | Fecha 2                 | Fecha 2                          | Fecha 2    | Fecha 2 |
| Local                    | Resultado | Visitante               | Estadio                          | Fecha      | Hora    |
| ------------------------ | --------- | ----------------------- | -------------------------------- | ---------- | ------- |
| Rosario Central          | 1 - 0     | Defensores de Belgrano  | Gigante de Arroyito              | 4 de marzo | 17:00   |
| Lanús                    | 1 - 0     | Gimnasia y Esgrima (LP) | Auxiliar Estadio Ciudad de Lanús | 5 de marzo | 9:00    |
| Boca Juniors             | 2 - 0     | San Lorenzo             | Complejo Pedro Pompilio          | 5 de marzo | 17:00   |
| Excursionistas           | 2 - 1     | Comunicaciones          | Excursionistas                   | 6 de marzo | 9:00    |
| Estudiantes (LP)         | 0 - 2     | El Porvenir             | Country Club Estudiantes         | 6 de marzo | 17:00   |
| Estudiantes (BA)         | 2 - 1     | Independiente           | Ciudad de Caseros                | 6 de marzo | 17:00   |
| Platense                 | 2 - 0     | Villa San Carlos        | Predio Alejandro Mariani Dolán   | 7 de marzo | 9:00    |
| Huracán                  | 0 - 2     | River Plate             | La Quemita                       | 7 de marzo | 9:00    |
| Racing Club              | 0 - 3     | UAI Urquiza             | Predio Tita Mattiussi            | 7 de marzo | 17:00   |
| Ferro Carril Oeste       | 2 - 0     | S.A.T.                  | Arquitecto Roberto Etcheverri    | 8 de marzo | 9:00    |
| Libre: Deportivo Español |           |                         |                                  |            |         |

| Fecha 3                 | Fecha 3   | Fecha 3            | Fecha 3                    | Fecha 3     | Fecha 3 |
| Local                   | Resultado | Visitante          | Estadio                    | Fecha       | Hora    |
| ----------------------- | --------- | ------------------ | -------------------------- | ----------- | ------- |
| Comunicaciones          | 0 - 1     | Estudiantes (BA)   | Alfredo Ramos              | 11 de marzo | 9:00    |
| El Porvenir             | 0 - 3     | Racing Club        | Gildo Francisco Ghersinich | 11 de marzo | 17:00   |
| Defensores de Belgrano  | 5 - 0     | Deportivo Español  | Juan Pasquale              | 12 de marzo | 9:00    |
| River Plate             | 2 - 0     | Platense           | River Camp                 | 12 de marzo | 17:00   |
| Villa San Carlos        | 2 - 3     | Ferro Carril Oeste | Genancio Sálice            | 13 de marzo | 9:00    |
| S.A.T.                  | 0 - 4     | Boca Juniors       | Camping 12 de Agosto       | 13 de marzo | 17:00   |
| Gimnasia y Esgrima (LP) | 2 - 1     | Huracán            | Estancia Chica             | 13 de marzo | 17:00   |
| UAI Urquiza             | 2 - 0     | Rosario Central    | Monumental de Villa Lynch  | 14 de marzo | 17:00   |
| Independiente           | 0 - 1     | Lanús              | Libertadores de América    | 15 de marzo | 9:00    |
| San Lorenzo             | 2 - 2     | Estudiantes (LP)   | Ciudad Deportiva           | 15 de marzo | 17:00   |
| Libre: Excursionistas   |           |                    |                            |             |         |

| Fecha 4                       | Fecha 4   | Fecha 4                 | Fecha 4                      | Fecha 4     | Fecha 4 |
| Local                         | Resultado | Visitante               | Estadio                      | Fecha       | Hora    |
| ----------------------------- | --------- | ----------------------- | ---------------------------- | ----------- | ------- |
| Racing Club                   | 1 - 0     | San Lorenzo             | Predio Tita Mattiussi        | 18 de marzo | 11:00   |
| Estudiantes (LP)              | 1 - 1     | S.A.T.                  | Country Club                 | 19 de marzo | 15:00   |
| Boca Juniors                  | 4 - 0     | Villa San Carlos        | Complejo Predio Pompilio     | 19 de marzo | 16:00   |
| Huracán                       | 1 - 1     | Independiente           | La Quemita                   | 20 de marzo | 11:00   |
| Lanús                         | 3 - 2     | Comunicaciones          | Auxiliar del Ciudad de Lanús | 20 de marzo | 13:00   |
| Estudiantes (BA)              | 4 - 2     | Excursionistas          | Ciudad de Caseros            | 20 de marzo | 16:15   |
| Platense                      | 0 - 2     | Gimnasia y Esgrima (LP) | Ciudad de Vicente López      | 21 de marzo | 11:00   |
| Ferro Carril Oeste            | 0 - 1     | River Plate             | Predio de Pontevedra         | 21 de marzo | 13:00   |
| Rosario Central               | 3 - 0     | El Porvenir             | Gigante de Arroyito          | 21 de marzo | 15:00   |
| Deportivo Español             | 0 - 12    | UAI Urquiza             | Nueva España                 | 22 de marzo | 15:00   |
| Libre: Defensores de Belgrano |           |                         |                              |             |         |

| Fecha 5                 | Fecha 5   | Fecha 5                | Fecha 5                    | Fecha 5     | Fecha 5 |
| Local                   | Resultado | Visitante              | Estadio                    | Fecha       | Hora    |
| ----------------------- | --------- | ---------------------- | -------------------------- | ----------- | ------- |
| El Porvenir             | 3 - 0     | Deportivo Español      | Gildo Francisco Ghersinich | 26 de marzo | 14:00   |
| Gimnasia y Esgrima (LP) | 0 - 1     | Ferro Carril Oeste     | Estancia Chica             | 26 de marzo | 15:45   |
| Villa San Carlos        | 1 - 2     | Estudiantes (LP)       | Genancio Sálice            | 27 de marzo | 11:00   |
| Comunicaciones          | 1 - 2     | Huracán                | Auxiliar del Alfredo Ramos | 27 de marzo | 11:00   |
| River Plate             | 1 - 1     | Boca Juniors           | El Monumental              | 27 de marzo | 16:00   |
| San Lorenzo             | 1 - 1     | Rosario Central        | Ciudad Deportiva           | 28 de marzo | 13:00   |
| Independiente           | 3 - 1     | Platense               | Predio de Villa Domínico   | 15:00       |         |
| Excursionistas          | 0 - 3     | Lanús                  | Excursionistas             | 15:30       |         |
| UAI Urquiza             | 5 - 1     | Defensores de Belgrano | Monumental de Villa Lynch  | 29 de marzo | 15:00   |
| S.A.T.                  | 3 - 4     | Racing Club            | Camping 12 de Agosto       | 29 de marzo | 15:00   |
| Libre: Estudiantes (BA) |           |                        |                            |             |         |

| Fecha 6                | Fecha 6   | Fecha 6                 | Fecha 6                      | Fecha 6    | Fecha 6 |
| Local                  | Resultado | Visitante               | Estadio                      | Fecha      | Hora    |
| ---------------------- | --------- | ----------------------- | ---------------------------- | ---------- | ------- |
| Boca Juniors           | 2 - 2     | Gimnasia y Esgrima (LP) | Complejo Pedro Pompilio      | 1 de abril | 15:00   |
| Ferro Carril Oeste     | 3 - 0     | Independiente           | Predio de Pontevedra         | 2 de abril | 13:00   |
| Defensores de Belgrano | 4 - 2     | El Porvenir             | Juan Pasquale                | 2 de abril | 14:00   |
| Rosario Central        | 2 - 1     | S.A.T.                  | Gigante de Arroyito          | 2 de abril | 16:10   |
| Estudiantes (LP)       | 0 - 1     | River Plate             | José Luis Hirschi            | 3 de abril | 11:00   |
| Racing Club            | 5 - 1     | Villa San Carlos        | Predio Tita Mattiussi        | 3 de abril | 13:00   |
| Platense               | 4 - 1     | Comunicaciones          | Ciudad de Vicente López      | 3 de abril | 15:30   |
| Lanús                  | 2 - 1     | Estudiantes (BA)        | Auxiliar del Ciudad de Lanús | 4 de abril | 15:00   |
| Huracán                | 1 - 0     | Excursionistas          | La Quemita                   | 4 de abril | 15:00   |
| Deportivo Español      | 0 - 7     | San Lorenzo             | Nueva España                 | 5 de abril | 15:00   |
| Libre: UAI Urquiza     |           |                         |                              |            |         |

| Fecha 7                 | Fecha 7   | Fecha 7                | Fecha 7                    | Fecha 7     | Fecha 7 |
| Local                   | Resultado | Visitante              | Estadio                    | Fecha       | Hora    |
| ----------------------- | --------- | ---------------------- | -------------------------- | ----------- | ------- |
| San Lorenzo             | 2 - 0     | Defensores de Belgrano | Ciudad Deportiva           | 15 de abril | 15:00   |
| Estudiantes (BA)        | 1 - 0     | Huracán                | Rancho Taxco               | 16 de abril | 11:00   |
| S.A.T.                  | 1 - 2     | Deportivo Español      | Camping 12 de Agosto       | 16 de abril | 13:00   |
| Excursionistas          | 1 - 1     | Platense               | Excursionistas             | 15:40       |         |
| Independiente           | 0 - 1     | Boca Juniors           | Predio de Villa Domínico   | 17 de abril | 11:00   |
| River Plate             | 1 - 2     | Racing Club            | River Camp                 | 17 de abril | 14:30   |
| Gimnasia y Esgrima (LP) | 0 - 1     | Estudiantes (LP)       | Juan Carmelo Zerillo       | 17 de abril | 15:40   |
| Comunicaciones          | 2 - 0     | Ferro Carril Oeste     | Auxiliar del Alfredo Ramos | 18 de abril | 11:00   |
| Villa San Carlos        | 2 - 5     | Rosario Central        | Genancio Sálice            | 18 de abril | 15:00   |
| El Porvenir             | 1 - 4     | UAI Urquiza            | Gildo Francisco Ghersinich | 19 de abril | 15:30   |
| Libre: Lanús            |           |                        |                            |             |         |

| Fecha 8                | Fecha 8   | Fecha 8                 | Fecha 8                        | Fecha 8     | Fecha 8 |
| Local                  | Resultado | Visitante               | Estadio                        | Fecha       | Hora    |
| ---------------------- | --------- | ----------------------- | ------------------------------ | ----------- | ------- |
| Huracán                | 3 - 1     | Lanús                   | La Quemita                     | 22 de abril | 15:00   |
| Deportivo Español      | 3 - 4     | Villa San Carlos        | Nueva España                   | 23 de abril | 11:00   |
| Ferro Carril Oeste     | 1 - 0     | Excursionistas          | Predio de Pontevedra           | 23 de abril | 13:00   |
| Boca Juniors           | 6 - 0     | Comunicaciones          | Complejo Pedro Pompilio        | 23 de abril | 16:00   |
| Estudiantes (LP)       | 2 - 1     | Independiente           | Country Club                   | 24 de abril | 11:00   |
| Rosario Central        | 1 - 2     | River Plate             | Gigante de Arroyito            | 24 de abril | 13:00   |
| UAI Urquiza            | 5 - 0     | San Lorenzo             | Monumental de Villa Lynch      | 24 de abril | 15:40   |
| Platense               | 0 - 0     | Estudiantes (BA)        | Predio Alejandro Mariani Dolán | 25 de abril | 15:00   |
| Racing Club            | 1 - 0     | Gimnasia y Esgrima (LP) | Complejo Tita Mattiussi        | 25 de abril | 15:00   |
| Defensores de Belgrano | 0 - 0     | S.A.T.                  | Juan Pasquale                  | 26 de abril | 15:00   |
| Libre: El Porvenir     |           |                         |                                |             |         |

| Fecha 9                 | Fecha 9   | Fecha 9                | Fecha 9                        | Fecha 9     | Fecha 9 |
| Local                   | Resultado | Visitante              | Estadio                        | Fecha       | Hora    |
| ----------------------- | --------- | ---------------------- | ------------------------------ | ----------- | ------- |
| River Plate             | 8 - 0     | Deportivo Español      | River Camp                     | 29 de abril | 13:00   |
| Independiente           | 0 - 1     | Racing Club            | Libertadores de América        | 29 de abril | 15:00   |
| S.A.T.                  | 1 - 5     | UAI Urquiza            | Complejo 12 de Agosto          | 30 de abril | 11:00   |
| Excursionistas          | 0 - 5     | Boca Juniors           | Excursionistas                 | 30 de abril | 13:00   |
| Gimnasia y Esgrima (LP) | 1 - 1     | Rosario Central        | Juan Carmelo Zerillo           | 30 de abril | 15:00   |
| Comunicaciones          | 1 - 2     | Estudiantes (LP)       | Auxiliar del Alfredo Ramos     | 2 de mayo   | 11:00   |
| San Lorenzo             | 3 - 0     | El Porvenir            | Ciudad Deportiva               | 2 de mayo   | 13:00   |
| Estudiantes (BA)        | 0 - 2     | Ferro Carril Oeste     | Ciudad de Caseros              | 2 de mayo   | 15:00   |
| Villa San Carlos        | 1 - 2     | Defensores de Belgrano | Genancio Sálice                | 3 de mayo   | 15:00   |
| Lanús                   | 1 - 2     | Platense               | Auxiliar 2 del Ciudad de Lanús | 4 de mayo   | 15:00   |
| Libre: Huracán          |           |                        |                                |             |         |

| Fecha 10               | Fecha 10  | Fecha 10                | Fecha 10                   | Fecha 10   | Fecha 10 |
| Local                  | Resultado | Visitante               | Estadio                    | Fecha      | Hora     |
| ---------------------- | --------- | ----------------------- | -------------------------- | ---------- | -------- |
| Racing Club            | 3 - 0     | Comunicaciones          | Predio Tita Mattiussi      | 6 de mayo  | 15:00    |
| UAI Urquiza            | 5 - 0     | Villa San Carlos        | Monumental de Villa Lynch  | 7 de mayo  | 13:00    |
| Boca Juniors           | 5 - 0     | Estudiantes (BA)        | Complejo Pedro Pompilio    | 7 de mayo  | 14:35    |
| Ferro Carril Oeste     | 1 - 3     | Lanús                   | Predio de Pontevedra       | 8 de mayo  | 11:00    |
| Rosario Central        | 0 - 1     | Independiente           | Gigante de Arroyito        | 8 de mayo  | 13:00    |
| Defensores de Belgrano | 1 - 1     | River Plate             | Juan Pasquale              | 8 de mayo  | 14:35    |
| Platense               | 0 - 2     | Huracán                 | Ciudad de Vicente López    | 8 de mayo  | 15:00    |
| Estudiantes (LP)       | 3 - 1     | Excursionistas          | Country Club               | 9 de mayo  | 13:00    |
| El Porvenir            | 0 - 0     | S.A.T.                  | Gildo Francisco Ghersinich | 10 de mayo | 15:00    |
| Deportivo Español      | 0 - 4     | Gimnasia y Esgrima (LP) | Nueva España               | 11 de mayo | 15:00    |
| Libre: San Lorenzo     |           |                         |                            |            |          |

| Fecha 11                | Fecha 11  | Fecha 11               | Fecha 11                     | Fecha 11   | Fecha 11 |
| Local                   | Resultado | Visitante              | Estadio                      | Fecha      | Hora     |
| ----------------------- | --------- | ---------------------- | ---------------------------- | ---------- | -------- |
| Lanús                   | 0 - 2     | Boca Juniors           | Auxiliar del Ciudad de Lanús | 13 de mayo | 15:00    |
| Estudiantes (BA)        | 2 - 2     | Estudiantes (LP)       | Ciudad de Caseros            | 14 de mayo | 11:00    |
| River Plate             | 0 - 1     | UAI Urquiza            | River Camp                   | 14 de mayo | 15:00    |
| S.A.T.                  | 0 - 2     | San Lorenzo            | Camping 12 de Agosto         | 15 de mayo | 11:00    |
| Gimnasia y Esgrima (LP) | 1 - 0     | Defensores de Belgrano | Estancia Chica               | 15 de mayo | 13:00    |
| Excursionistas          | 0 - 6     | Racing Club            | Excursionistas               | 15 de mayo | 15:00    |
| Comunicaciones          | 2 - 7     | Rosario Central        | Auxiliar del Alfredo Ramo    | 16 de mayo | 11:00    |
| Villa San Carlos        | 0 - 1     | El Porvenir            | Genacio Sálice               | 16 de mayo | 15:00    |
| Independiente           | 7 - 0     | Deportivo Español      | Predio de Villa Domínico     | 17 de mayo | 13:00    |
| Huracán                 | 1 - 0     | Ferro Carril Oeste     | Tomás Adolfo Ducó            | 17 de mayo | 15:00    |
| Libre: Platense         |           |                        |                              |            |          |

| Fecha 12               | Fecha 12  | Fecha 12                | Fecha 12                    | Fecha 12   | Fecha 12 |
| Local                  | Resultado | Visitante               | Estadio                     | Fecha      | Hora     |
| ---------------------- | --------- | ----------------------- | --------------------------- | ---------- | -------- |
| San Lorenzo            | 5 - 0     | Villa San Carlos        | Auxiliar del Pedro Bidegain | 20 de mayo | 15:00    |
| UAI Urquiza            | 1 - 0     | Gimnasia y Esgrima (LP) | Monumental de Villa Lynch   | 21 de mayo | 11:00    |
| Ferro Carril Oeste     | 3 - 2     | Platense                | Predio de Pontevedra        | 21 de mayo | 13:00    |
| Boca Juniors           | 8 - 0     | Huracán                 | Complejo Pedro Pompilio     | 21 de mayo | 15:00    |
| El Porvenir            | 1 - 3     | River Plate             | Gildo Francisco Ghersinich  | 22 de mayo | 11:00    |
| Defensores de Belgrano | 0 - 1     | Independiente           | Juan Pasquale               | 22 de mayo | 13:00    |
| Racing Club            | 1 - 2     | Estudiantes (BA)        | Presidente Perón            | 22 de mayo | 14:30    |
| Deportivo Español      | 0 - 1     | Comunicaciones          | Nueva España                | 23 de mayo | 10:30    |
| Rosario Central        | 4 - 1     | Excursionistas          | Gigante de Arroyito         | 23 de mayo | 15:00    |
| Estudiantes (LP)       | 0 - 1     | Lanús                   | Country Club                | 24 de mayo | 15:00    |
| Libre: S.A.T.          |           |                         |                             |            |          |

| Fecha 13                  | Fecha 13  | Fecha 13               | Fecha 13                             | Fecha 13   | Fecha 13 |
| Local                     | Resultado | Visitante              | Estadio                              | Fecha      | Hora     |
| ------------------------- | --------- | ---------------------- | ------------------------------------ | ---------- | -------- |
| Huracán                   | 0 - 0     | Estudiantes (LP)       | Tomás Adolfo Ducó                    | 27 de mayo | 15:00    |
| Gimnasia y Esgrima (LP)   | 2 - 1     | El Porvenir            | Estancia Chica                       | 28 de mayo | 11:00    |
| Estudiantes (BA)          | 4 - 2     | Rosario Central        | Ciudad de Caseros                    | 28 de mayo | 13:00    |
| River Plate               | 0 - 0     | San Lorenzo            | River Camp                           | 28 de mayo | 15:00    |
| Comunicaciones            | 0 - 0     | Defensores de Belgrano | Auxiliar del Alfredo Ramos           | 29 de mayo | 11:00    |
| Independiente             | 2 - 3     | UAI Urquiza            | Libertadores de América              | 29 de mayo | 13:00    |
| Platense                  | 0 - 1     | Boca Juniors           | Auxiliar del Ciudad de Vicente López | 29 de mayo | 15:00    |
| Villa San Carlos          | 1 - 3     | S.A.T.                 | Genacio Sálice                       | 30 de mayo | 11:00    |
| Lanús                     | 1 - 2     | Racing Club            | Auxiliar del Ciudad de Lanús         | 30 de mayo | 15:00    |
| Excursionistas            | 5 - 0     | Deportivo Español      | Excursionistas                       | 31 de mayo | 15:00    |
| Libre: Ferro Carril Oeste |           |                        |                                      |            |          |

| Fecha 14                | Fecha 14  | Fecha 14                | Fecha 14                   | Fecha 14    | Fecha 14 |
| Local                   | Resultado | Visitante               | Estadio                    | Fecha       | Hora     |
| ----------------------- | --------- | ----------------------- | -------------------------- | ----------- | -------- |
| UAI Urquiza             | 3 - 2     | Comunicaciones          | Monumental de Villa Lynch  | 5 de agosto | 15:00    |
| San Lorenzo             | 2 - 0     | Gimnasia y Esgrima (LP) | Ciudad Deportiva           | 5 de agosto | 15:10    |
| S.A.T.                  | 1 - 2     | River Plate             | Complejo 12 de Agosto      | 6 de agosto | 11:00    |
| Defensores de Belgrano  | 1 - 1     | Excursionistas          | Juan Pasquale              | 6 de agosto | 13:10    |
| El Porvenir             | 0 - 1     | Independiente           | Gildo Francisco Ghersinich | 7 de agosto | 11:00    |
| Estudiantes (LP)        | 0 - 1     | Platense                | Country Club               | 7 de agosto | 13:10    |
| Boca Juniors            | 2 - 0     | Ferro Carril Oeste      | Complejo Pedro Pompilio    | 7 de agosto | 15:00    |
| Deportivo Español       | 1 - 5     | Estudiantes (BA)        | Nueva España               | 8 de agosto | 13:00    |
| Racing Club             | 0 - 0     | Huracán                 | Complejo Tita Mattiussi    | 8 de agosto | 15:10    |
| Rosario Central         | 2 - 2     | Lanús                   | Gigante de Arroyito        | 9 de agosto | 15:00    |
| Libre: Villa San Carlos |           |                         |                            |             |          |

| Fecha 15                | Fecha 15  | Fecha 15               | Fecha 15                   | Fecha 15     | Fecha 15 |
| Local                   | Resultado | Visitante              | Estadio                    | Fecha        | Hora     |
| ----------------------- | --------- | ---------------------- | -------------------------- | ------------ | -------- |
| Excursionistas          | 0 - 2     | UAI Urquiza            | Excursionistas             | 12 de agosto | 15:10    |
| Ferro Carril Oeste      | 1 - 1     | Estudiantes (LP)       | Predio de Pontevedra       | 13 de agosto | 11:00    |
| Platense                | 0 - 2     | Racing Club            | Ciudad de Vicente López    | 13 de agosto | 14:00    |
| Gimnasia y Esgrima (LP) | 2 - 1     | S.A.T.                 | Estancia Chica             | 14 de agosto | 11:00    |
| Huracán                 | 1 - 1     | Rosario Central        | Predio La Quemita          | 14 de agosto | 13:00    |
| River Plate             | 5 - 0     | Villa San Carlos       | River Camp                 | 14 de agosto | 15:00    |
| Independiente           | 1 - 2     | San Lorenzo            | Predio de Villa Domínico   | 15 de agosto | 10:00    |
| Comunicaciones          | 1 - 0     | El Porvenir            | Auxiliar del Alfredo Ramos | 15 de agosto | 12:00    |
| Lanús                   | 3 - 1     | Deportivo Español      | Predio de Valentín Alsina  | 15 de agosto | 15:10    |
| Estudiantes (BA)        | 5 - 1     | Defensores de Belgrano | Ciudad de Caseros          | 16 de agosto | 15:00    |
| Libre: Boca Juniors     |           |                        |                            |              |          |

| Fecha 16               | Fecha 16  | Fecha 16                | Fecha 16                  | Fecha 16     | Fecha 16 |
| Local                  | Resultado | Visitante               | Estadio                   | Fecha        | Hora     |
| ---------------------- | --------- | ----------------------- | ------------------------- | ------------ | -------- |
| San Lorenzo            | 4 - 1     | Comunicaciones          | Ciudad Deportiva          | 19 de agosto | 15:00    |
| Racing Club            | 8 - 1     | Ferro Carril Oeste      | Predio Tita Mattiussi     | 20 de agosto | 11:00    |
| S.A.T.                 | 3 - 1     | Independiente           | 12 de agosto              | 20 de agosto | 13:00    |
| Deportivo Español      | 0 - 1     | Huracán                 | Nueva España              | 20 de agosto | 14:00    |
| Defensores de Belgrano | 1 - 3     | Lanús                   | Juan Pasquale             | 21 de agosto | 11:00    |
| Estudiantes (LP)       | 0 - 2     | Boca Juniors            | Country Club              | 21 de agosto | 13:00    |
| UAI Urquiza            | 1 - 0     | Estudiantes (BA)        | Monumental de Villa Lynch | 21 de agosto | 15:00    |
| El Porvenir            | 1 - 2     | Excursionistas          | Gildo Ghersinich          | 22 de agosto | 13:00    |
| Villa San Carlos       | 1 - 6     | Gimnasia y Esgrima (LP) | Genacio Sálice            | 22 de agosto | 15:00    |
| Rosario Central        | 0 - 1     | Platense                | Gigante de Arroyito       | 23 de agosto | 15:00    |
| Libre: River Plate     |           |                         |                           |              |          |

| Fecha 17                | Fecha 17  | Fecha 17               | Fecha 17                   | Fecha 17     | Fecha 17 |
| Local                   | Resultado | Visitante              | Estadio                    | Fecha        | Hora     |
| ----------------------- | --------- | ---------------------- | -------------------------- | ------------ | -------- |
| Independiente           | 9 - 0     | Villa San Carlos       | Predio de Villa Domínico   | 26 de agosto | 15:00    |
| Excursionistas          | 1 - 5     | San Lorenzo            | Excursionistas             | 27 de agosto | 11:00    |
| Lanús                   | 0 - 0     | UAI Urquiza            | Predio de Valentín Alsina  | 27 de agosto | 13:10    |
| Boca Juniors            | 3 - 1     | Racing Club            | Complejo Pedro Pompilio    | 27 de agosto | 15:00    |
| Estudiantes (BA)        | 1 - 1     | El Porvenir            | Predio de Coronado         | 28 de agosto | 11:00    |
| Huracán                 | 2 - 0     | Defensores de Belgrano | Predio La Quemita          | 28 de agosto | 13:10    |
| Gimnasia y Esgrima (LP) | 1 - 2     | River Plate            | Juan Camilo Zerillo        | 28 de agosto | 15:00    |
| Comunicaciones          | 0 - 1     | S.A.T.                 | Auxiliar del Alfredo Ramos | 29 de agosto | 10:40    |
| Ferro Carril Oeste      | 1 - 1     | Rosario Central        | Predio de Pontevedra       | 29 de agosto | 13:00    |
| Platense                | 2 - 0     | Deportivo Español      | Predio de Valentín Alsina  | 30 de agosto | 15:00    |
| Libre: Estudiantes (LP) |           |                        |                            |              |          |

| Fecha 18                       | Fecha 18  | Fecha 18           | Fecha 18                  | Fecha 18        | Fecha 18 |
| Local                          | Resultado | Visitante          | Estadio                   | Fecha           | Hora     |
| ------------------------------ | --------- | ------------------ | ------------------------- | --------------- | -------- |
| San Lorenzo                    | 3 - 0     | Estudiantes (BA)   | Ciudad Deportiva          | 2 de septiembre | 10:00    |
| UAI Urquiza                    | 3 - 1     | Huracán            | Monumental de Villa Lynch | 2 de septiembre | 15:00    |
| Racing Club                    | 1 - 0     | Estudiantes (LP)   | Predio Tita Mattiussi     | 3 de septiembre | 11:00    |
| S.A.T.                         | 6 - 1     | Excursionistas     | 12 de agosto              | 3 de septiembre | 11:00    |
| River Plate                    | 4 - 0     | Independiente      | River Camp                | 3 de septiembre | 15:00    |
| Defensores de Belgrano         | 4 - 3     | Platense           | Juan Pasquale             | 4 de septiembre | 13:10    |
| Rosario Central                | 0 - 3     | Boca Juniors       | Gigante de Arroyito       | 4 de septiembre | 15:00    |
| El Porvenir                    | 0 - 0     | Lanús              | Gildo Ghersinich          | 5 de septiembre | 13:00    |
| Villa San Carlos               | 2 - 2     | Comunicaciones     | Genacio Sálice            | 5 de septiembre | 15:10    |
| Deportivo Español              | 1 - 2     | Ferro Carril Oeste | Nueva España              | 6 de septiembre | 15:00    |
| Libre: Gimnasia y Esgrima (LP) |           |                    |                           |                 |          |

| Fecha 19           | Fecha 19  | Fecha 19                | Fecha 19                       | Fecha 19         | Fecha 19 |
| Local              | Resultado | Visitante               | Estadio                        | Fecha            | Hora     |
| ------------------ | --------- | ----------------------- | ------------------------------ | ---------------- | -------- |
| Boca Juniors       | 10 - 0    | Deportivo Español       | Complejo Pedro Pompilio        | 9 de septiembre  | 10:00    |
| Huracán            | 3 - 1     | El Porvenir             | Predio La Quemita              | 9 de septiembre  | 15:00    |
| Independiente      | 3 - 1     | Gimnasia y Esgrima (LP) | Libertadores de América        | 10 de septiembre | 10:00    |
| Ferro Carril Oeste | 0 - 1     | Defensores de Belgrano  | Predio de Pontevedra           | 10 de septiembre | 11:00    |
| Lanús              | 1 - 6     | San Lorenzo             | Predio de Valentín Alsina      | 11 de septiembre | 11:00    |
| Estudiantes (LP)   | 1 - 0     | Rosario Central         | Country Club                   | 11 de septiembre | 13:10    |
| Estudiantes (BA)   | 2 - 2     | S.A.T.                  | Ciudad de Caseros              | 11 de septiembre | 15:00    |
| Comunicaciones     | 0 - 6     | River Plate             | Auxiliar del Alfredo Ramos     | 12 de septiembre | 11:00    |
| Platense           | 0 - 1     | UAI Urquiza             | Predio Alejandro Mariani Dolán | 12 de septiembre | 15:10    |
| Excursionistas     | 3 - 0     | Villa San Carlos        | Excursionistas                 | 13 de septiembre | 15:00    |
| Libre: Racing Club |           |                         |                                |                  |          |

| Fecha 20                | Fecha 20  | Fecha 20           | Fecha 20                  | Fecha 20         | Fecha 20 |
| Local                   | Resultado | Visitante          | Estadio                   | Fecha            | Hora     |
| ----------------------- | --------- | ------------------ | ------------------------- | ---------------- | -------- |
| Villa San Carlos        | 1 - 3     | Estudiantes (BA)   | Genacio Sálice            | 16 de septiembre | 15:10    |
| Gimnasia y Esgrima (LP) | 2 - 0     | Comunicaciones     | Juan Carmelo Zerillo      | 17 de septiembre | 11:00    |
| River Plate             | 6 - 0     | Excursionistas     | River Camp                | 17 de septiembre | 13:10    |
| Defensores de Belgrano  | 1 - 7     | Boca Juniors       | Juan Pasquale             | 17 de septiembre | 14:00    |
| El Porvenir             | 3 - 0     | Platense           | Gildo Ghersinich          | 18 de septiembre | 11:00    |
| S.A.T.                  | 2 - 1     | Lanús              | 12 de agosto              | 18 de septiembre | 13:00    |
| UAI Urquiza             | 7 - 0     | Ferro Carril Oeste | Monumental de Villa Lynch | 18 de septiembre | 15:00    |
| San Lorenzo             | 2 - 0     | Huracán            | Ciudad Deportiva          | 19 de septiembre | 11:00    |
| Deportivo Español       | 1 - 7     | Estudiantes (LP)   | Nueva España              | 19 de septiembre | 15:10    |
| Rosario Central         | 0 - 1     | Racing Club        | Gigante de Arroyito       | 20 de septiembre | 15:00    |
| Libre: Independiente    |           |                    |                           |                  |          |

| Fecha 21               | Fecha 21  | Fecha 21                | Fecha 21                       | Fecha 21         | Fecha 21 |
| Local                  | Resultado | Visitante               | Estadio                        | Fecha            | Hora     |
| ---------------------- | --------- | ----------------------- | ------------------------------ | ---------------- | -------- |
| Estudiantes (LP)       | 2 - 0     | Defensores de Belgrano  | Country Club                   | 23 de septiembre | 15:00    |
| Ferro Carril Oeste     | 2 - 1     | El Porvenir             | Predio de Pontevedra           | 24 de septiembre | 10:00    |
| Huracán                | 2 - 1     | S.A.T.                  | Predio La Quemita              | 24 de septiembre | 14:00    |
| Excursionistas         | 0 - 3     | Gimnasia y Esgrima (LP) | Excursionistas                 | 25 de septiembre | 11:00    |
| Comunicaciones         | 0 - 6     | Independiente           | Auxiliar del Alfredo Ramos     | 25 de septiembre | 11:00    |
| Boca Juniors           | 2 - 1     | UAI Urquiza             | La Bombonera                   | 25 de septiembre | 15:00    |
| Racing Club            | 5 - 0     | Deportivo Español       | Predio Tita Mattiussi          | 26 de septiembre | 11:00    |
| Lanús                  | 4 - 2     | Villa San Carlos        | Predio de Valentín Alsina      | 26 de septiembre | 15:00    |
| Platense               | 2 - 1     | San Lorenzo             | Predio Alejandro Mariani Dolán | 27 de septiembre | 13:00    |
| Estudiantes (BA)       | 2 - 1     | River Plate             | Ciudad de Caseros              | 27 de septiembre | 15:00    |
| Libre: Rosario Central |           |                         |                                |                  |          |

1. ↑  Suspendido por falta de efectivos policiales. Se le dio por ganado por 1-0 a Rosario Central.[1]
2. ↑  Suspendido por falta de ambulancia. Se disputó el 2 de octubre, a partir de las 11:00.[2]
3. ↑  Suspendido como medida de repudio de la Asociación del Fútbol Argentino y en adhesión al feriado nacional dispuesto tras el ataque homicida sufrido el día anterior por la vicepresidenta de la Nación, Cristina Fernández de Kirchner.[3] Se jugó el 7 de septiembre, a partir de las 15:00.
4. ↑  Suspendido como medida de repudio de la Asociación del Fútbol Argentino y en adhesión al feriado nacional dispuesto tras el ataque homicida sufrido el día anterior por la vicepresidenta de la Nación, Cristina Fernández de Kirchner.[3] Se jugó el 6 de septiembre, a partir de las 10:00.

## Goleadoras
| Jugadora              | Equipo       | Goles |
| --------------------- | ------------ | ----- |
| Andrea Ojeda          | Boca Juniors | 20    |
| Carolina Birizamberri | River Plate  | 19    |
| Daiana Falfán         | UAI Urquiza  | 13    |
| Rocío Bueno           | Racing Club  | 13    |
| Romina Núñez          | UAI Urquiza  | 13    |
| Yamila Rodríguez      | Boca Juniors | 13    |
| Zoraida Leguizamón    | S.A.T.       | 13    |